# Duraid Lahham
Duraid Lahham (àrab: دريد لحام, Durayd Laḥḥām) (Damasc, 31 de gener de 1934) és un comediant, escriptor i director sirià. Va interpretar el paper de Ghawwar El Toshe (àrab: غوار الطوشة, Ḡawwār aṭ-Ṭūxa) en diverses pel·lícules i sèries de televisió. El seu coprotagonista al llarg de la seva carrera va ser Nihad Qali, que interpretava el paper de Husni Al Borazani.

## Biografia
Va néixer al barri Hay al-Amin de Damasc, Síria, l'any 1934, de pare sirià i mare libanesa de Machghara. Va créixer en la pobresa treballant des de petit per a poder guanyar-se la vida. En la seva memòria sempre quedarien aquests difícils dies de la seva infantesa, recordant els temps en què solia comprar roba usada, reservada per als pobres a Síria, i a penes guanyava prou diners per a poder alimentar-se. Es va matricular en la Universitat de Damasc graduant-se en llicenciat en química. Durant els seus anys universitaris, va participar activament en els conjunts juvenils de dansa folklòrica anomenada dabke i fent els seus primers passos en l'actuació. Finalitzats els seus estudis, Lahham es va convertir en professor en el Departament de Química de la Universitat. Mentrestant, Lahham, en les seves estones lliures, impartia classes de ball folklòric relacionant-se activament amb la comunitat artística a Síria. A causa d'aquest reconeixement, al moment de fundar-se la cadena televisiva nacional de la República Àrab Siriana en 1960, Lahham va ser contractat per Sabah Qabbani juntament amb el seu amic Nihad Qali per a actuar en una sèrie d'episodis curts anomenats Nits de Damasc (Sahret Demashq).
Durant la dècada dels anys 1970, Lahham va actuar en diverses obres polítiques que van guanyar gran popularitat a tot el món àrab per les seves crítiques a les situacions que tenien lloc en el món àrab en aquell moment.
Està casat amb la seva parella de tota la vida, Hala Bitar, amb la qual ha tingut tres fills: Thaer Lahham, Abeer Lahham i Dina Lahham.
De 1960 a 1976, Lahham i Qali van formar un duo anomenat «Duraid i Nihad» de gran èxit i fama entre l'audiència àrab. No obstant això, en 1976, Nihad va haver de retirar-se, ja que patia una malaltia que li va impedir continuar amb el seu treball al costat de Lahham. A partir d'aquest moment, Lahham començaria a escriure, actuar i dirigir els seus propis treballs.
L'obra de Lahham va estar sempre molt influenciada pels esdeveniments polítics en el món àrab i això es va reflectir en les diferents obres que va escriure i va dirigir. Això va fer que el teatre de Lahham no sols fos còmic sinó també de crítica política en la seva naturalesa.
Va ser nomenat Ambaixador de Bona Voluntat d'UNICEF de la regió d'Orient Mitjà i Àfrica del Nord en 1999. En 2004, va visitar els districtes del sud del Líban que havien estat alliberats de l'ocupació israeliana, i va pronunciar un discurs en una conferència de premsa criticant a George W. Bush i Ariel Sharon, comparant-los amb Hitler. Això va provocar que Tel-Aviv protestés pel «llenguatge poc diplomàtic» de Lahham per a un ambaixador d'UNICEF, la qual cosa va fer que l'UNICEF el rellevés dels seus deures.

## Reconeixements
Lahham va rebre diverses distincions en reconeixement de les seves contribucions artístiques i per la seva trajectòria:
- El 1976, Hafez al-Assad, president sirià de l'època, va atorgar a Lahham l'Orde del mèrit civil, classe d'excel·lència.
- El 1979, el president tunisià Habib Bourguiba li va atorgar una medalla en reconeixement del seu treball.
- El 1991, el president libi Muammar al-Gaddafi li va atorgar una medalla.
- El 2000, Lahham va rebre l'Orde del Mèrit de la República Libanesa, que li va atorgar el president libanès Émile Lahoud.

## Posició sobre la crisi siriana del 2011
Ha declarat en diverses ocasions el seu suport al govern sirià del president Bashar Al Assad i la seva posició contrària a la desintegració de Síria i als artistes sirians que van donar l'esquena al seu país optant per l'exili. Això últim el va portar a enemistar-se amb la cantant siriana Assala Nasri, exiliada a Bahrain per la seva posició pública contrària al govern d'Al Assad.

## Filmografia

### Cinema
- Khayat Al-Sayyidate
- Allaz Al-Zareef
- Al-Hudood (1984)
- Al-Taqreer
- Ghriam Fee Istanbul
- Fendooq Al-Ahlam
- Imber Atwareaya Ghawwar
- Al-melyouneara
- 'aqed Al-lu' lu'
- Sah Al-Noum
- Kafroun
- Al-Muziafoun
- Mesek wa 'ember (Meratee Melyouneara)
- Samak Bala Hasak
- Al-Sa'aleek
- Imra'ah Taskoun Wahdaha
- Laqa' Fee Tahmer
- Al-Wardah Al-Hamra'
- Al-Tha'lab
- La'eb Al-Kura
- Zogatee Min Al-Habiz
- Al-Nasabeen Al-Thalatha
- 'indama Ta'gheeb Al-Zowagat
- Ana' 'antar
- Wahid + Wahid
- Al-Sadeeqan
- Al-Shereadan
- Ghawwar Jemis bounid
- Muqalib Fee Al-Mekseek
- Ramal Min Dheheb
- Al-Rajel Al-Munasib
- Al-Aba'a Al-Sighar
- Celina (musical)
- Damascus Aleppo (2019)

### Televisió
- Ahlam Abu Al hana
- Aaelati wa ana
- Al Kherbeh
- Hammam El-Hana
- Sah Elnoum
- Melh ou Sukar
- Wayn El Ghalat
- Al Doughri
- Aoudat Ghawar
- Maa'leb Ghawwar
- Sanaoud Baad Kalil